# Жорна

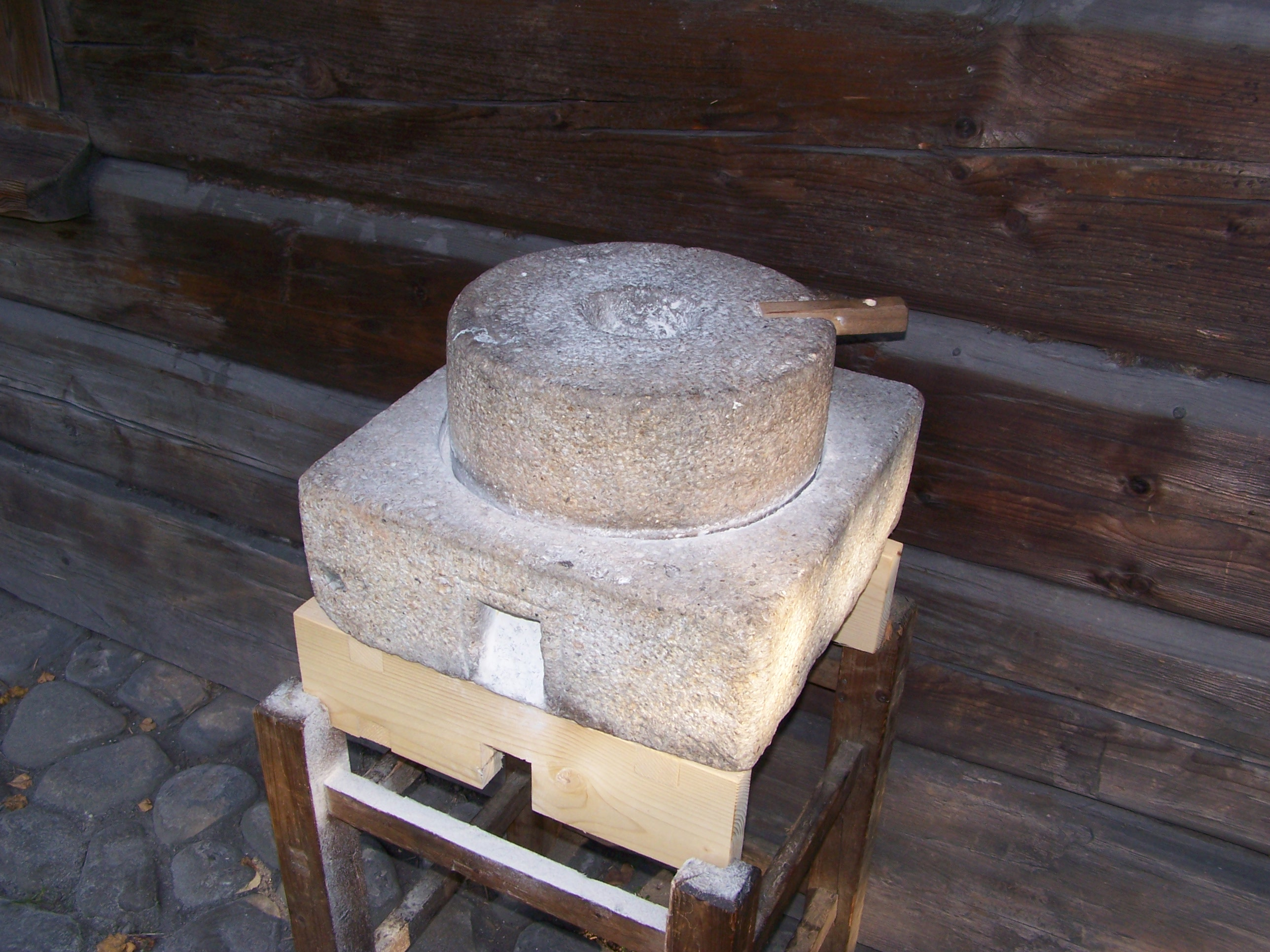
Ручні жорна з коротким руків'ям-миліном

Жо́рна, зменш. жоре́нця — пристрій для ручного і механізованого помолу збіжжя, а також руд, складений з двох каменів, одного над другим, з котрих горішній є рухомий над долішнім. Один камінь жорен називається жо́рно (прасл. *žъr̥ny, род. відм.*žъr̥nъve, що виводиться від пра-і.є. *gu̯er- — «важкий», «тяжкий»).

## Історія
```
‎
```

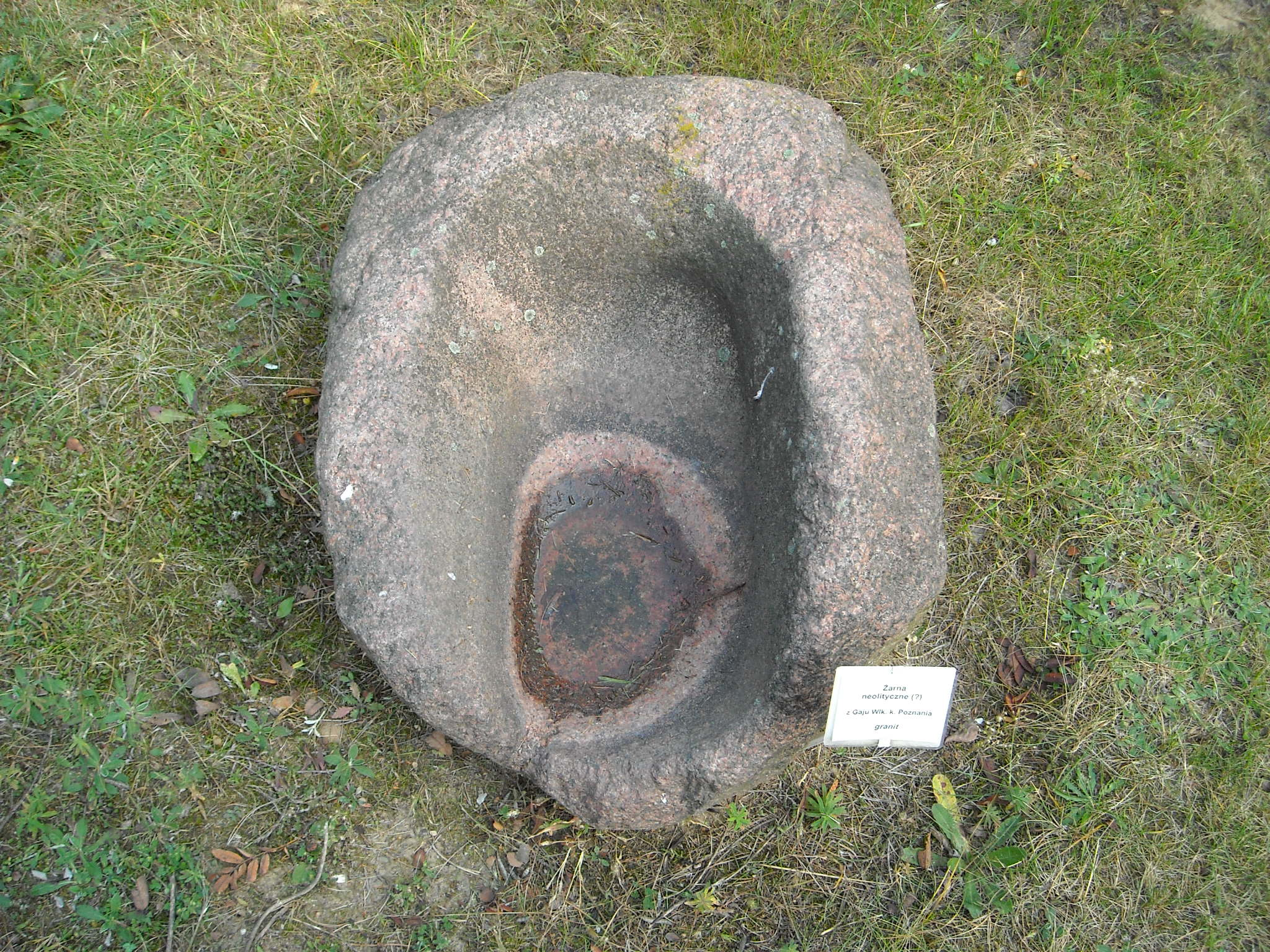
Нижній камінь неолітичних сідлових жорен.

Ручні жорна з колодою на лабах і з кроснами. Угорщина.

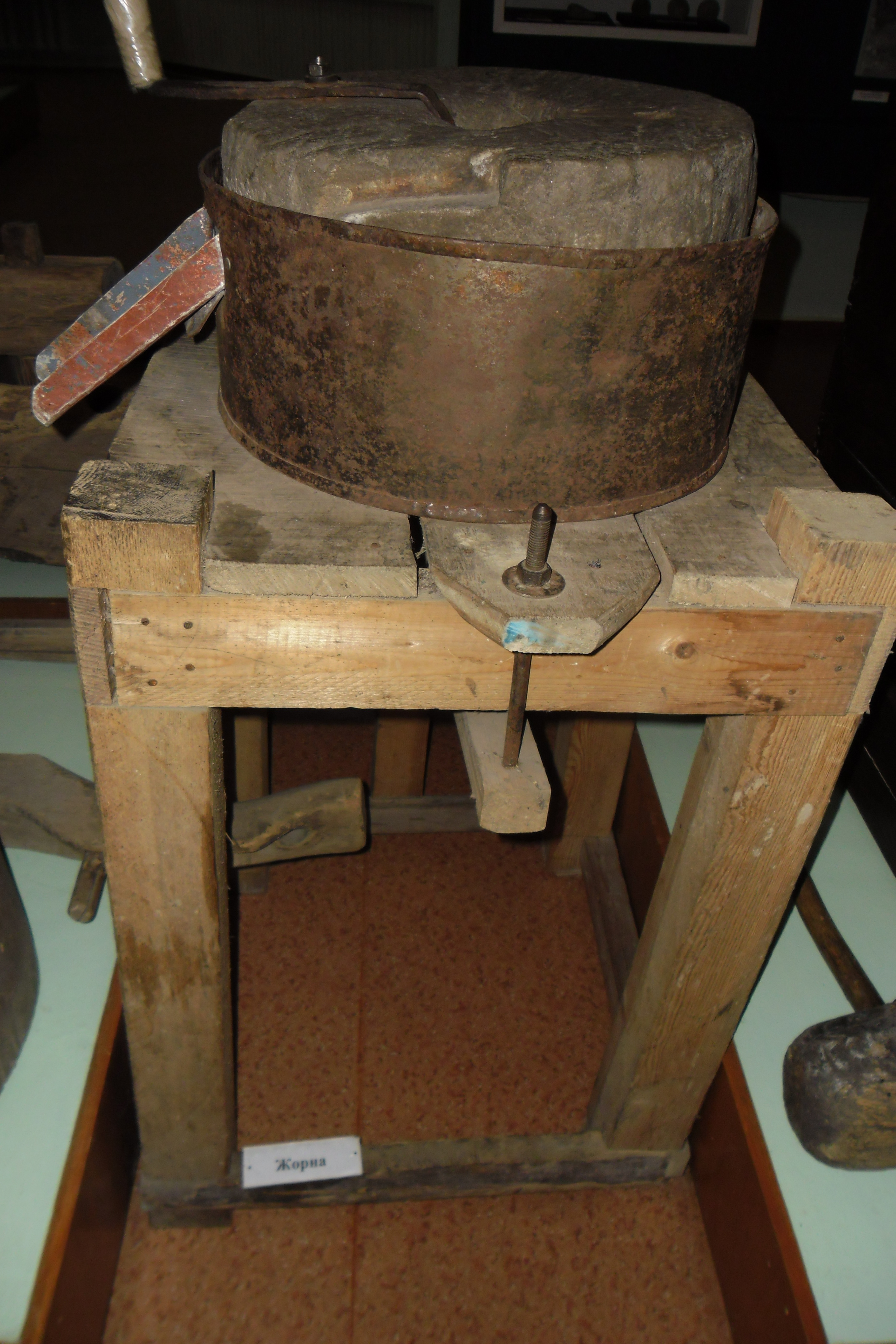
Ручні жорна. Україна. Диканський державний історико-краєзнавчий музей ім. Д. М. Гармаша

Попередниками жорен були ступки і зернотертки. Варіант зернотертки з округлою нижньою частиною, спорядженою заглибиною, знаний як «сідлові жорна». Згадки про «верхні» і «нижні» елементи жорен містяться у П'ятикнижжі Мойсеєвому: «Ніхто не візьме в заставу долішнього каменя жорен або горішнього каменя жорен, бо він душу взяв би в заставу» (Пов. зак. 24:6). Борошномельні пристрої з обертовими каменями, як вважається, з'явилися у V—IV століттях до н. е.: найранішим їх варіантом були так звані «вуликові» жорна, верхній камінь у яких мав півсферичну чи пончикоподібну форму, у заглибину зверху встановлювався кіш для зерна, а з'єднувалися камені залізною віссю. Один з варіантів римських жорен початку I тисячоліття н. е., судячи зі знахідок у Помпеях, виглядав таким чином: на циліндричній кам'яній основі діаметром 1,5 м і заввишки 0,3 м встановлювався нерухомий кам'яний конус висотою бл. 50 см, із залізною цапфою на вершині; верхній обертовий камінь мав вигляд низького піскового годинника, нижньою частиною він надівався на конус (висота цапфи добиралася таким чином, щоб між каменями залишався невеликий простір), а у верхню засипалося зерно; у верхньому камені були отвори для важелів. Борошно збиралося на краях нижнього каменя. Для обертання верхнього каменя використовувалася мускульна сила людей або тварин (мускульний двигун).
Кам'яні жорна в поселеннях східних слов'ян відомі з VIII століття, у XVIII—XIX століттях майже в кожній оселі був цей простий, але такий необхідний у господарстві механізм. Про його глибинне побутування свідчить, зокрема, і згадка в давньому руському літописі, «Повісті временних літ». У ньому є фраза: Крупяще жито и своима руками измълъ, яка, безперечно, стосується роботи жорен. У процесі розвитку побутово-виробничої техніки постійно вдосконалювались і борошномельні пристрої, в тому числі й жорна. Людський досвід і господарські потреби змушували людей шукати нових, ефективніших засобів помелу зерна. Довелося певною мірою механізувати цей чисто ручний пристрій — на його основі з'явилися складніші та досконаліші механізми, зокрема водяні млини, а згодом вітряки. Так важку ручну працю було перекладено на водяну та вітрову енергію, що і зафіксувала народна мудрість: «Коло жорен піт втирають, коло млина пісні співають».
У кожній місцевості це знаряддя мало свої регіональні назви: на Харківщині це «мельничка», «млин», на Луганщині — «млинець» або «крупник», на Чернігівщині — «млинок», у зоні Полісся — «мучник» тощо.
У XIX і на початку XX сторіччя жорна в Україні вже частково стали пережитком минулого. Ними послуговувались тільки в окремих випадках, задовольняючи незначні господарські потреби, або ж у ритуальному церемоніалі. Як відомо, в багатьох регіонах подруги нареченої для весільного короваю мали розмолоти пшеничне зерно лише жорнами.
Колись по селах ходили спеціальні ремісники, яких звали жорнярами. Вони витісували жорнові камені (якщо в околиці була підхожа порода) і ремонтували дерев'яні деталі жорен, найчастіше жорнівку — ручку, якою крутили жорняний камінь. Жорнярі також «гострили» камені, адже при помелі вони поступово стирались і ставали гладкими. Щоб краще мололось, камені час від часу треба було «гострити» (кувати, карбувати) спеціальним молотком за назвою оскард, оскарб (від слова карбувати).
Нині жорна — вже віддалена історія. Невіддільний колись елемент людського життя можна побачити хіба що в музейних експозиціях, зокрема в музеях просто неба — в Києві, Львові, Чернівцях, Ужгороді та інших.
Під час воєн жорнові камені могли використовуватись як імпровізована зброя. Зокрема, таким каменем був смертельно поранений Андрій Боратинський.

## Конструкція жорен і принцип роботи

Жорна (Галичина, поч. XX ст.; малюнок В. І. Шагали)

Жорна мають дуже просту будову: два круглі камені, влаштовані в коробці, та пристрій, за допомогою якого крутили горішній камінь.
За термінологією в Україні жорна поділялись на два типи: відкриті й закриті. До першого належали пристрої, камені яких були частково або повністю відкритими, і борошно висипалось безпосередньо на підстелене рядно.
Закритий тип мав спеціальний жолобок, через який борошно сипалось у посудину. Цей досконаліший варіант мав таку конструкцію: товста дошка (колода), закріплена на 4-ох ніжках (лабах); у заглибині колоди лежить нерухоме жорно (спідник, спідняк), над ним — рухоме (поверхник, верхняк); жорна оточує кожух (обичайка). У центрі верхнього жорна є отвір (прого́рниця); по діаметру проходить металева штаба (порпли́ця, рідше поркли́ця), на нижньому боці якої є заглибина (каганець), в яку впирається верхній кінець залізної осі (веретена), що проходить через отвір нижнього жорна — це грає роль вальниці ковзання. Над жорнами знаходиться перекладина на стовпцях, у вигляді літери П (кросна), через отвір у перекладині проходить вертикальна жердина (погонач, жорнівка, млін, милін), що нижнім кінцем упирається в круглу ямку у верхньому жорні (теж називається каганець). З-під нижнього жорна йде жолоб (мучник). Зерно насипають у прогорницю, обертають погонач, змелене борошно виходить через мучник у підставлене корито.
Дещо складнішу конструкцію мав ручний млин, що відрізнявся від жорен наявністю двох рам з корбою, цівкової передачі і коша з механізмом регулювання подачі зерна.

Схема кельтських жорен: 1 — веретено, 2 — ручка, 3 — верхняк, 4 — спідняк

Спрощений варіант жорен використовували гончарі для обробки глиняної маси. Гончарські жорна не мали лаб і колоди.

### Камені
Найскладнішими деталями були камені. Їх виготовляли з вапняку, оскільки він легше піддавався обробці. Там, де бракувало цього матеріалу, використовували деревину. З твердої породи, переважно дуба, відрізали круглий кльоц, оковували металевою обичайкою й густо набивали залізних скалок.
Важливим елементом жорен є насічка (карбування), яка забезпечує подрібнення і перетирання зерна.

## У культурі
- Фенья і Менья[ru], дві сестри-велетки зі скандинавської міфології, вимелювали золото гігантськими жорнами.

## Цікаві факти
- Традиційно вважається, що тонфа, зброя окінавських бойових мистецтв, походить від руків'я-миліна ручних жорен[9].

## Галерея

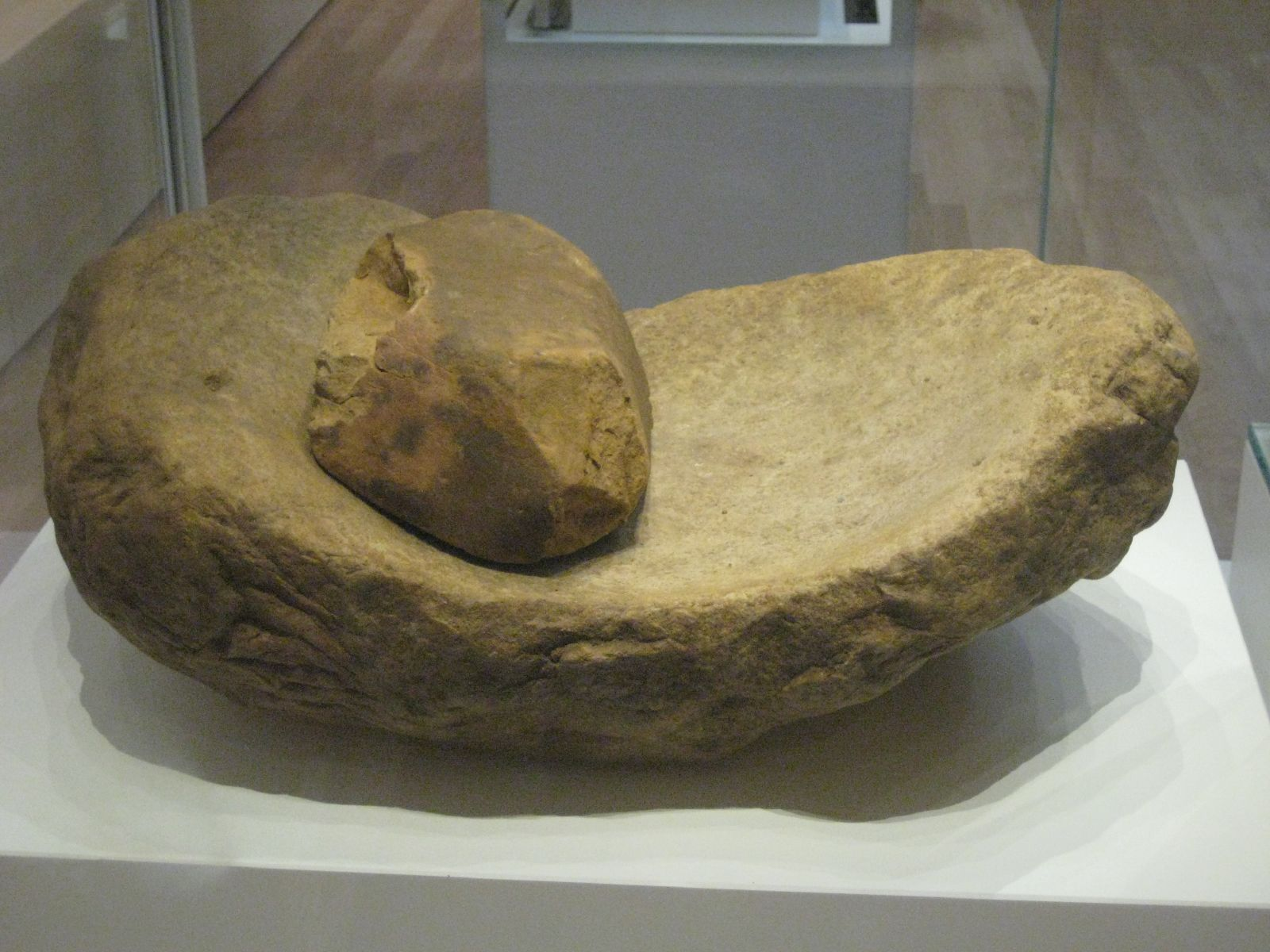
Сідлові жорна.
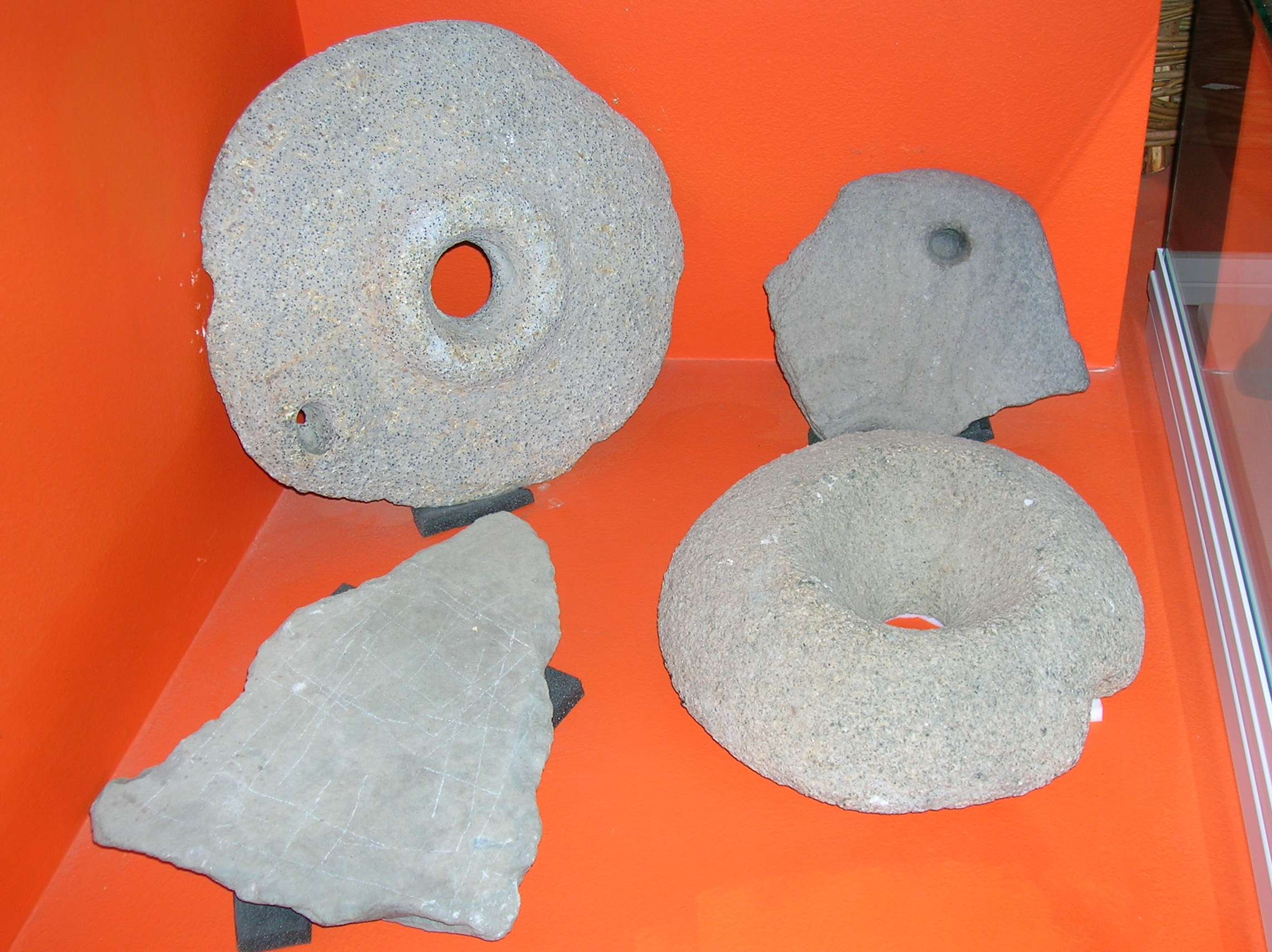
Вуликові жорна
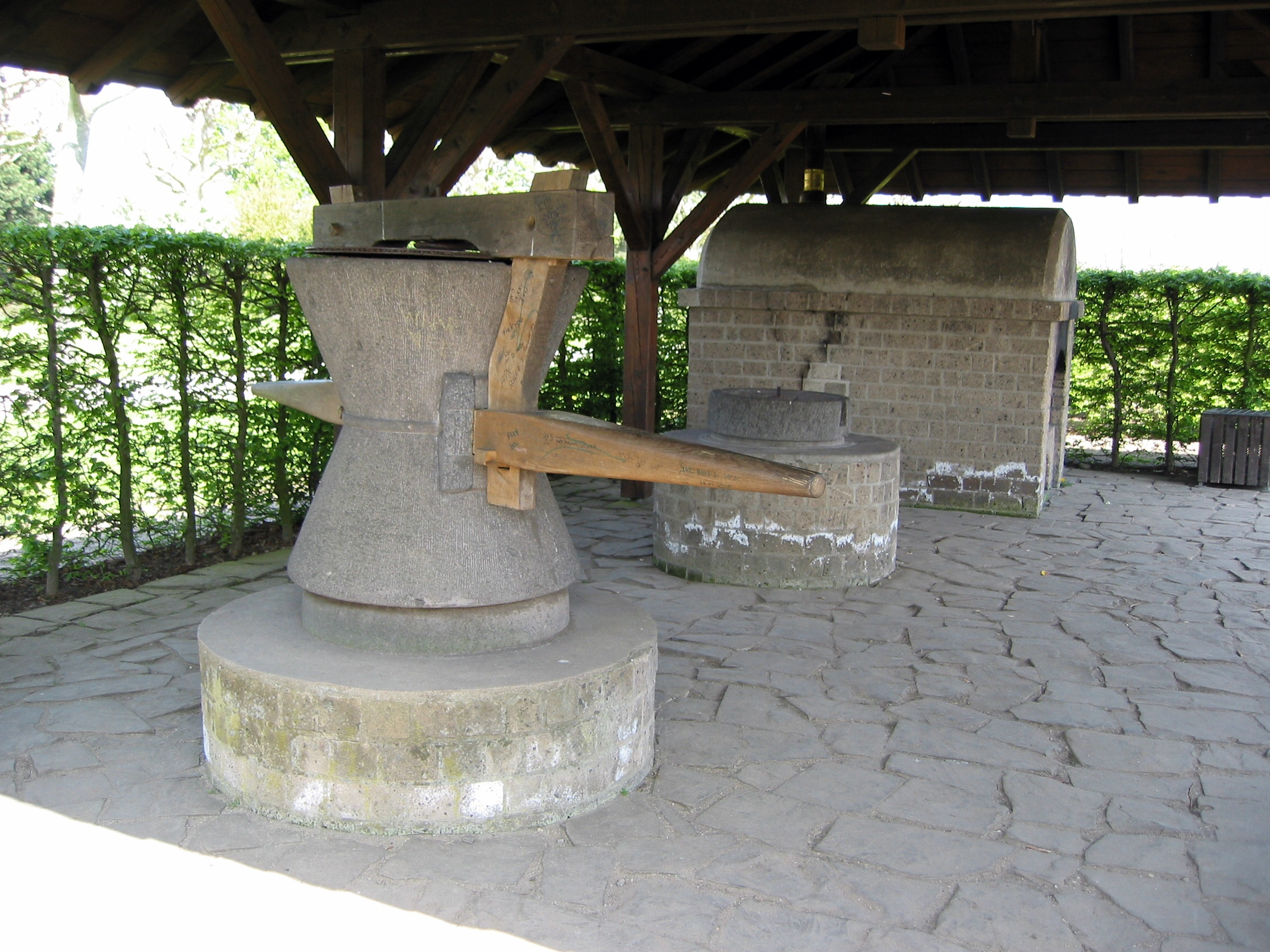
Давньоримські жорна, Археологічний парк Ксантена, Німеччина.
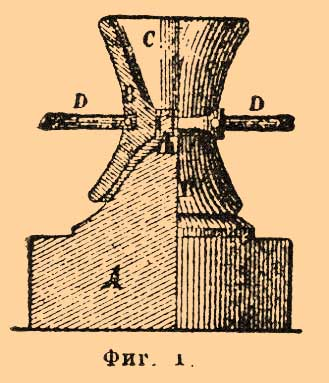
Кресленик давньоримських жорен з Енциклопедичного словника Брокгауза і Єфрона.